# オジロトウネン
オジロトウネン（尾白当年、学名：Calidris temminckii）は、チドリ目シギ科オバシギ属に分類される鳥類の一種。

## 分布

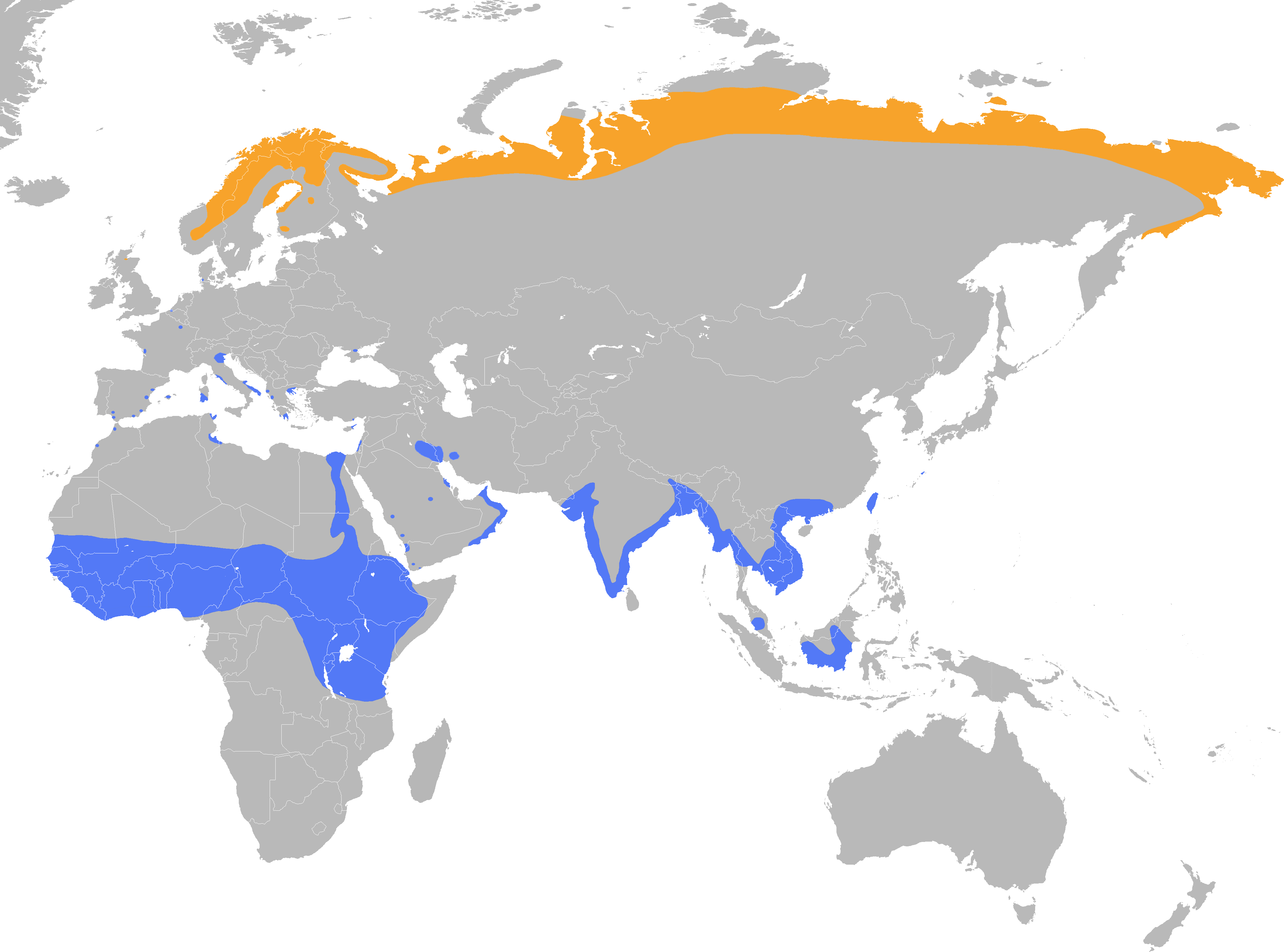
分布域の概略図
繁殖地
越冬地

ユーラシア大陸北部の亜寒帯から寒帯で繁殖し、冬季はアフリカ東部、インド、東南アジアに渡りをおこない越冬する。
日本へは旅鳥として主に秋に渡来する。本州中部以南では越冬するものもいる。以前は群れが観察されたこともあったが、近年は少数の渡来がほとんどである。トウネンの群れに混じっていることが多い。

## 形態
全長が約14 cm、翼開長が約35 cm。シギの仲間のうち、最小サイズのグループ。トウネンに良く似ているが、体の上面が灰褐色で赤褐色と黒色の斑があり、尾の両端は白く、足が黄緑色である点が異なっている。雌雄同色。

## 生態
非繁殖期は、湿地、水田、湖沼の岸に生息する。干潟等の海水の地域で観察されることはまれである。繁殖期は針葉樹林の縁の草原などに生息する。
食性は動物食で、昆虫類、甲殻類、環形動物などを捕食する。
繁殖形態は卵生。繁殖期は6－7月で、産卵数は普通4卵。抱卵日数は19-22日である。
本種は繁殖時、複婚、二重巣卵体制をとっている。これは、メスがあるオスと番いになって産卵後、別のオスと番いになって産卵を行うが、第1の巣ではオスが抱卵、育雛を行い、第2の巣ではメスが抱卵、育雛を行うというものである。
「チリリリ」と鳴く。

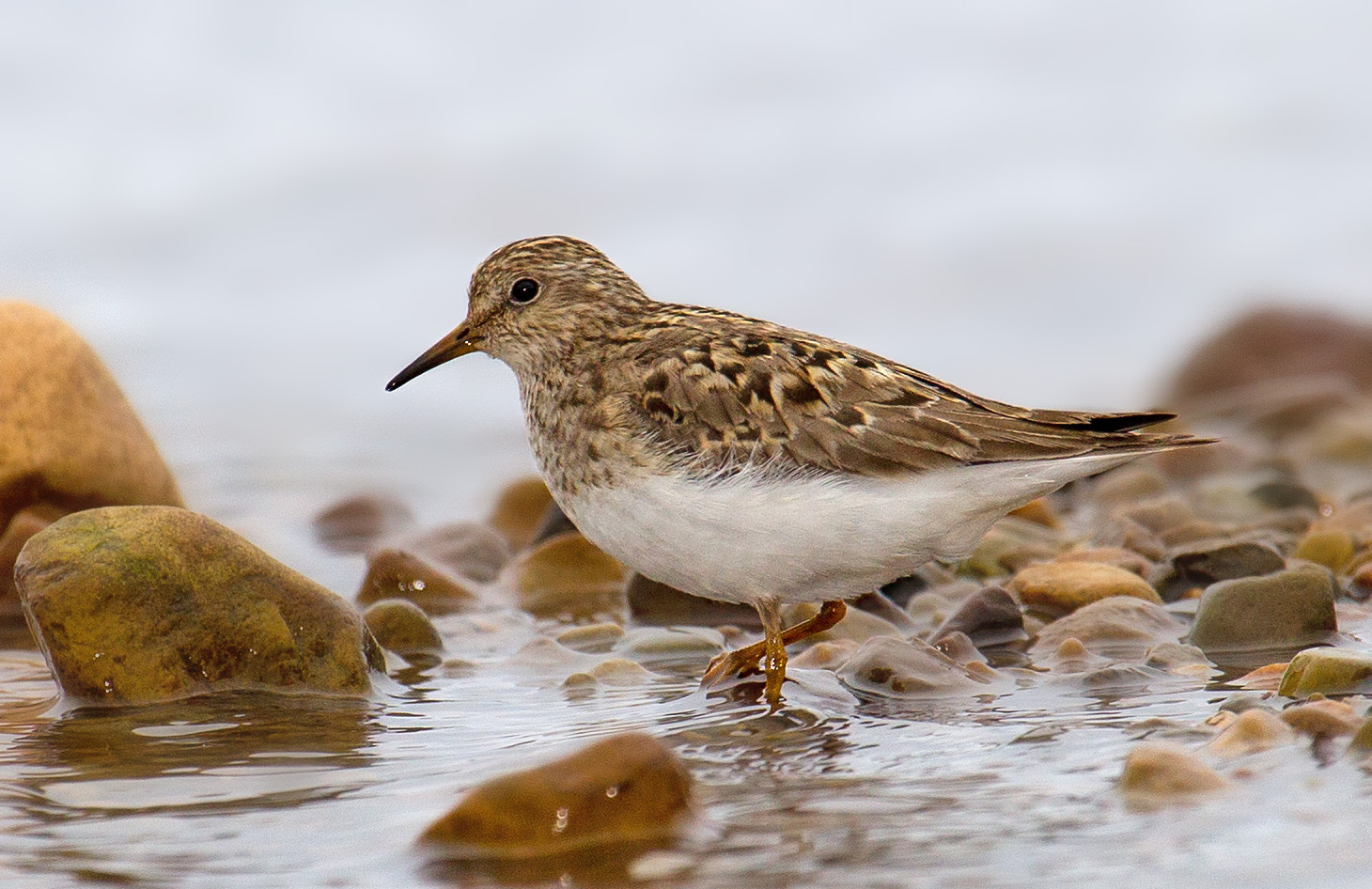
オジロトウネン（夏羽）
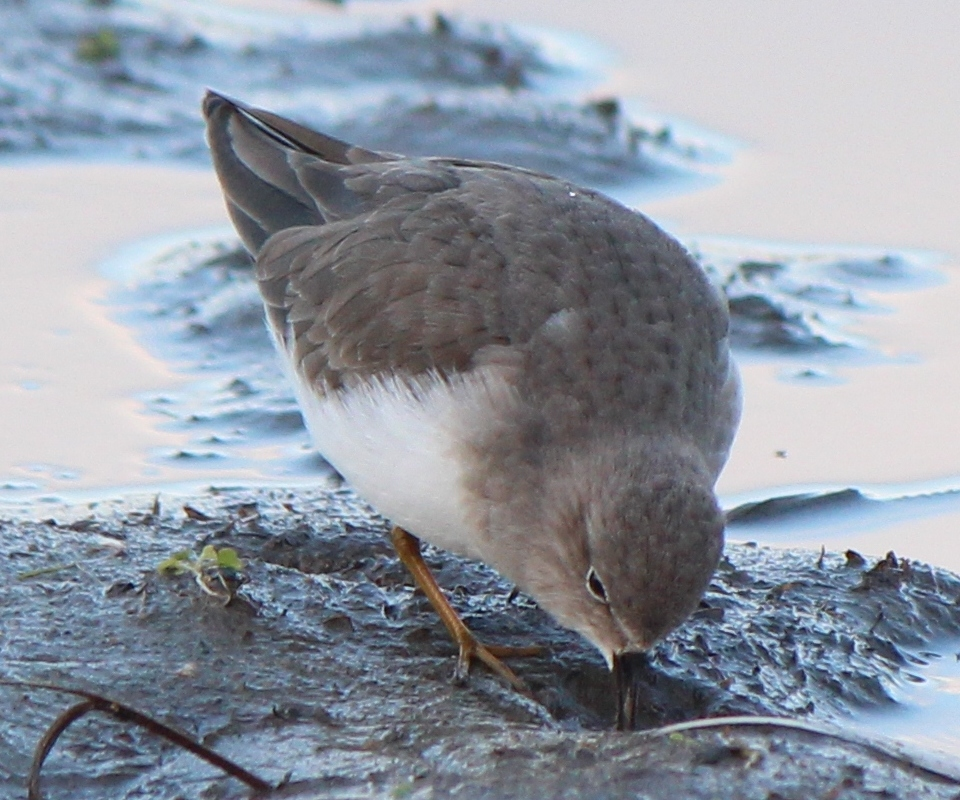
泥地で捕食を行うオジロトウネン（冬羽）
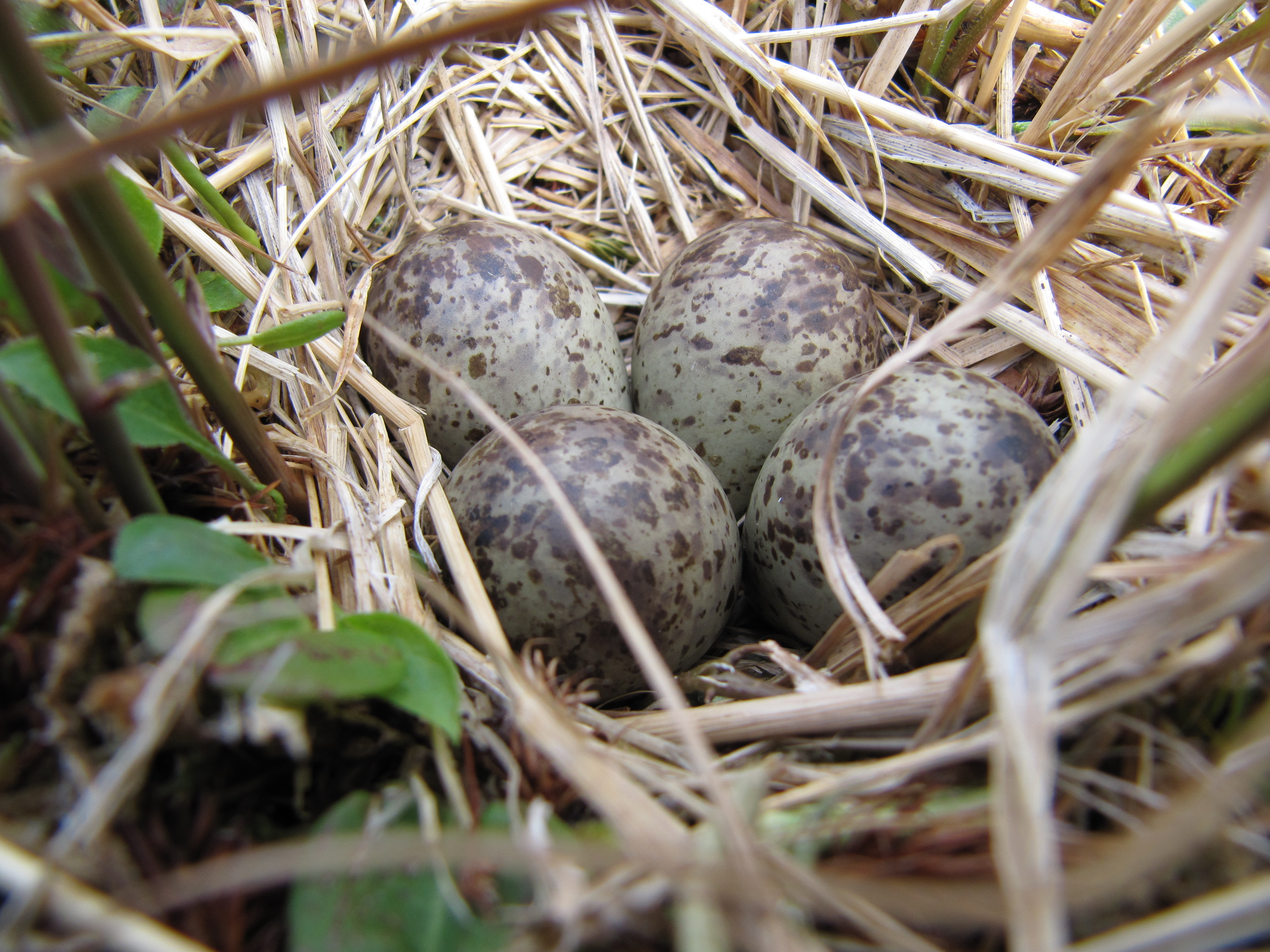
巣の卵

## 種の保全状況評価
国際自然保護連合（IUCN）により、2004年からレッドリストの軽度懸念（LC）の指定を受けている。
日本では以下の都道府県でレッドリストの指定を受けている。
- 絶滅危惧II類 - 東京都（区部、北多摩、南多摩）、静岡県
  - 絶滅危惧種 - 京都府（環境省の絶滅危惧II類相当、府内の越冬個体数は極めて少ない）[8]
  - Bランク - 兵庫県（環境省の絶滅危惧II類相当）
- 準絶滅危惧 - 愛知県（ハマシギの越冬群）[9]、大阪府[10]、徳島県[11]、宮崎県
  - 希少野生生物(Cランク) - 青森県（環境省の準絶滅危惧相当）[12]
  - 希少種 - 滋賀県（環境省の準絶滅危惧相当）
- 情報不足 - 三重県[13]